# J.E.B. Stuart
James Ewell Brown ”Jeb” Stuart, född 6 februari 1833 i Patrick County i Virginia, död 12 maj 1864 i Richmond, var en amerikansk officer och konfederationsgeneral under amerikanska inbördeskriget.
Stuart utexaminerades från militärakademin i West Point på 13:e plats bland 46 kadetter år 1854 och kommenderades därefter till Hästjägarregementet. Han kom senare att tjänstgöra med 1. kavalleriregementet i Kansas. Vid Virginias utträde ur unionen begärde Stuart avsked och blev överste för Virginias första kavalleriregemente. Efter sina insatser under första slaget vid Bull Run i juli 1861 befordrades han den 24 september samma år till brigadgeneral.
Strax före sjudagarsslagen i juni 1862 ledde han Norra Virginiaarméns kavalleri under spaning runt Potomacarmén. Stuart blev chef för Norra Virginiaarmén kavalleri när det utökades till en divisionsstyrka och befordrades till generalmajor den 25 juli 1862. Han ledde sina styrkor vid andra slaget vid Bull Run i augusti 1862, utmärkte sig under fälttåget i Maryland i september och deltog i slaget vid Fredericksburg i december samma år.
Sedan Stonewall Jackson sårats vid slaget vid Chancellorsville den 2 maj 1863 utnämndes Stuart till tillförordnad chef för II kåren. Under slaget vid Gettysburg i juli 1863 tappade Stuart kontakten med huvudstyrkorna och general Lee tvingades inleda striderna utan nödvändiga underrättelser, vilket fick allvarliga konsekvenser.
Den 11 maj 1864 sårades Stuart dödligt under en strid vid Yellow Tavern, fördes till Richmond och dog dagen efter.